# Премія «Неб'юла» за найкращий роман
Переможці премії Неб'юла в номінації за найкращий роман.
Вказано рік публікації; нагороду вручають наступного року.

## Переможці та інші номінанти

### 1966—1970
| Рік  | Переможець | Інші номінанти |
| ---- | --- | --- |
| 1966 | Френк Герберт «Дюна» (Frank Herbert. Dune)                                                                    | - Кліффорд Сімак «Всяке тіло — трава», (англ. «All Flesh is Grass») - Теодор Л. Томас та Кейт Вільгельм, «Клон» (англ. «The Clone») - Філіп К.Дік (англ. Philip K. Dick) — «Лікар Бладмані, або як ми знайшли спільну мову після бомби» (англ. «Dr. Bloodmoney, or How We Got Along After the Bomb») - Джеймс Вайт (англ. James White) , «Орбіта втечі» (англ. «The Escape Orbit») - Томас Діш «Геноциди» (англ. «The Genocides») - Вільям Барроуз (англ. William S. Burroughs) — «Нова експрес» (англ. «Nova Express») - Кіт Ломер (англ. Keith Laumer) , «Чума демонів» (англ. «A Plague of Demons») - Аврам Дейвідсон (англ. Avram Davidson) , «Лукавий дракон» (англ. «Rogue Dragon») - Г. К. Едмондсон (англ. G. C. Edmondson) , «Корабель, що пливе часовим потоком» (англ. «The Ship That Sailed the Time Stream») - Пол Андерсон (англ. Poul Anderson) , «Зоряний лис» (англ. «The Star Fox») - Філіп К.Дік (англ. Philip K. Dick) — „Три стигмати Палмера Елдритча“ (англ. «The Three Stigmata of Palmer Eldritch») |
| 1967 | Семюел Ділейні «Вавилон-17» (Babel-17) Деніел Кіз «Квіти для Елджернона» (Daniel Keyes. Flowers for Algernon) | - Роберт Гайнлайн «Місяць — суворий господар» (Robert A. Heinlein. The Moon Is a Harsh Mistress) - Роджер Желязни (Roger Zelazny) «This Immortal» - Джон Браннер «A Planet of Your Own» - John T. Phillifent «Danger From Vega» - Keith Laumer and Rosel George Brown «Earthblooda» - Айзек Азімов «Fantastic Voyage» - Гаррі Гаррісон «Make Room! Make Room!» - Філіп Хосе Фармер «Night of Light» - Фредерик Пол «The Age of the Pussyfoot» - Джек Венс «The Blue World» - Джеймс Баллард «The Crystal World» - Френк Герберт «The Eyes of Heisenberg» - Джек Венс (Jack Vance) «The Last Castle» - Джон Браннер «The Productions of Time» - Ллойд Біггл-молодший «Watchers of the Dark» - Ларрі Нівен (Larry Niven) «World of Ptavvs» - Пол Андерсон (Poul Anderson) «World Without Stars» |
| 1968 | Семюел Ділейні «Перетин Ейнштейна» (The Einstein Intersection)                                                | - Пірс Ентоні (Piers Anthony), Chthon - (Hayden Howard), The Eskimo Invasion - Роджер Желязни «Князь світла» (Roger Zelazny. Lord of Light) - Роберт Сілверберг «Шипи» (Robert Silverberg. Thorns) |
| 1969 | Олексій Паншин (Alexei Panshin), Rite of Passage                                                              | - Джеймс Бліш, Black Easter - Філіп К. Дік «Чи мріють андроїди про електричних овець?» - Роберт Сілверберг «Маски часу» (Robert Silverberg. The Masks of Time) - Р. А. Лафферті, Past Master - Джоанна Расс, Picnic on Paradise - Джон Браннер, Stand on Zanzibar |
| 1970 | Урсула Ле Ґуїн «Ліва рука пітьми» (The Left Hand of Darkness)                                                 | - Нормен Спінред, Bug Jack Barron - Роджер Желязни, «Острів мертвих» (Isle of the Dead) - Джон Браннер, The Jagged Orbit - Курт Воннеґут, «Бойня номер п'ять» (Slaughterhouse-Five) - Роберт Сілверберг «Нагору лінією» (Up the Line) |

### 1971—1980
| Рік  | Переможець                                                              | Інші номінанти |
| ---- | ----------------------------------------------------------------------- | --- |
| 1971 | Ларрі Нівен «Світ-кільце» (Larry Niven. Ringworld)                      | - Джоанна Расс, And Chaos Died - Р. А. Лафферті , Fourth Mansions - Дейвід Гай Комптон, The Steel Crocodile - Роберт Сілверберг «Скляна вежа» (Robert Silverberg. The Tower of Glass) - Вілсон Такер, The Year of the Quiet Sun |
| 1972 | Роберт Сілверберг «Час змін» (Robert Silverberg. A Time of Changes)     | - Пол Андерсон (Poul Anderson), The Byworlder - Р. А. Лафферті , The Devil is Dead - (T. J. Bass), Half Past Human - Урсула Ле Ґуїн (Ursula K. Le Guin), The Lathe of Heaven - Кейт Вільгельм (Kate Wilhelm), Margaret and I |
| 1973 | Айзек Азімов «Навіть боги» (Isaac Asimov. The Gods Themselves)          | - Роберт Сілверберг «Книга черепів» (Robert Silverberg. The Book of Skulls) - Роберт Сілверберг «Вмираючи зсередини» (Robert Silverberg. Dying Inside) - Нормен Спінред, The Iron Dream - Джон Браннер (John Brunner), The Sheep Look Up - (George Alec Effinger), What Entropy Means to Me - Дейвід Джерролд , When Harlie Was One |
| 1974 | Артур Кларк «Побачення з Рамою» (ARendezvous with Rama)                 | - Томас Пінчон «Райдуга гравітації» (Thomas Pynchon. Gravity's Rainbow) - Дейвід Джерролд, The Man Who Folded Himself - Пол Андерсон , The People of the Wind - Роберт Гайнлайн «Достатньо часу для кохання» (Robert A. Heinlein. Time Enough for Love) |
| 1975 | Урсула Ле Ґуїн «Знедолені» (Ursula K. Le Guin. The Dispossessed)        | - Томас Діш (Thomas M. Disch), 334 - Філіп К. Дік «Лийтеся сльози, сказав полісмен» (Philip K. Dick. Flow My Tears, The Policeman Said) - (T. J. Bass), The Godwhale |
| 1976 | Джо Голдеман «Вічна війна» (The Forever War)                            | - Артур Байрон, Autumn Angels - Теніт Лі (Tanith Lee), The Birthgrave - Альфред Бестер «Зв'язок із комп'ютером» (Alfred Bester, The Computer Connection) - Семюел Ділейні (Samuel R. Delany), Dhalgren - Роджер Желязни (Roger Zelazny), Doorways in the Sand - Єн Вотсон (Ian Watson), The Embedding - Вонда Макінтайр (Vonda N. McIntyre), The Exile Waiting - Джоанна Расс (Joanna Russ), The Female Man - Майкл Бішоп (Michael Bishop), A Funeral for the Eyes of Fire - Баррі Н. Молзберг (Barry N. Malzberg), Guernica Night - Меріон Зіммер Бредлі (Marion Zimmer Bradley), The Heritage of Hastur - Італо Калвино (Italo Calvino), Invisible Cities - Пол Андерсон (Poul Anderson), A Midsummer Tempest - Кетрін Маклін (Katherine Maclean), The Missing Man - Ларрі Нівен і Джері Пурнель (Larry Niven & Jerry Pournelle), The Mote in God's Eye - (E. L. Doctorow), Ragtime - Роберт Сілверберг «Стохастична людина» (Robert Silverberg. The Stochastic Man) |
| 1977 | Фредерик Пол «Людина плюс» (Man Plus)                                   | - Ларрі Нівен і Джері Пурнель «Інферно» (Larry Niven & Jerry Pournelle. Inferno) - (Marta Randall), Islands - Роберт Сілверберг (Robert Silverberg), Shadrach in the Furnace - Семюел Ділейні (Samuel R. Delany), Triton - Кейт Вільгельм, Where Late the Sweet Birds Sang |
| 1978 | Фредерик Пол «Брама» (Gateway)                                          | - Террі Карр, Cirque - Ґреґорі Бенфорд (Gregory Benford), In the Ocean of Night - Деейвід Джерролд, Moonstar Odyssey - Річард Лупофф «Меч демона» (Richard Lupoff. Sword of Demon) |
| 1979 | Вонда Макінтайр «Змія снів» (Vonda N. McIntyre. Dreamsnake)             | - Том Рімі, Blind Voices - Керолайн Черрі (C. J. Cherryh), Faded Sun Trilogy - Гор Відаль (Gore Vidal), Kalki - Гарднер Дозуа (Gardner Dozois), Strangers |
| 1980 | Артур Кларк «Фонтани раю» (Arthur C. Clarke. The Fountains of Paradise) | - Фредерик Пол, Jem - Кейт Вільгельм, Juniper Time - Томас Майкл Діш, On Wings of Song - Річард Каупер, The Road to Corlay - (John Varley), Titan |

### 1981—1990
| Рік  | Переможець                                                                        | Інші номінанти |
| ---- | --------------------------------------------------------------------------------- | --- |
| 1981 | Ґреґорі Бенфорд (Gregory Benford) «Пейзаж часу» (Timescape)                       | - Фредерик Пол, Beyond the Blue Event Horizon - Волтер Тівіс, Mockingbird - Роберт Столлмен, The Orphan - Джин Вулф «Тінь ката» (Gene Wolfe. The Shadow of the Torturer) - Джоан Віндж «Снігова королева» (Joan D. Vinge. The Snow Queen) |
| 1982 | Джин Вулф «Кіготь миротворця» (Gene Wolfe. The Claw of the Conciliator)           | - Джон Кровлі, Little, Big - Джуліен Мей, The Many-Colored Land - (A. A. Attanasio), Radix - (Russell Hoban), Riddley Walker - Сюзі Маккі Чарнас (Suzy McKee Charnas), The Vampire Tapestry |
| 1983 | Майкл Бішоп «Немає ворога крім часу» (Michael Bishop. No Enemy But Time)          | - Айзек Азімов «Межа Фундації» (Isaac Asimov. Foundation's Edge) - Роберт Гайнлайн «Фрайді» (Robert A. Heinlein. Friday) - Браян Олдіс (Brian Aldiss), Helliconia Spring - Джин Вулф «Меч Ліктора» (Gene Wolfe. The Sword of the Lictor) - Філіп Дік (Philip K. Dick), The Transmigration of Timothy Archer                                                                                 |
| 1984 | Дейвід Брін «Зоряний приплив» (David Brin. Startide Rising)                       | - Ґреґорі Бенфорд (Gregory Benford), Against Infinity - Джин Вулф «Цитадель Автарха» (Gene Wolfe. The Citadel of the Autarch) - Джек Венс (Jack Vance), Lyonesse - Роберта Мак-Евой (R. A. MacAvoy), Tea With the Black Dragon - Норман Спінрад (Norman Spinrad), The Void Captain's Tale                                                                                                   |
| 1985 | Вільям Гібсон «Нейромант» (William Gibson. Neuromancer)                           | - Льюїс Шайнер (Lewis Shiner), Frontera - Ларрі Нівен «Інтегральні дерева» (Larry Niven. The Integral Trees) - Роберт Гайнлайн «Йов, або комедія справедливості» (Robert A. Heinlein), Job: A Comedy of Justice - Джек Данн (Jack Dann), The Man Who Melted - Кім Стенлі Робінсон (Kim Stanley Robinson), The Wild Shore                                                                    |
| 1986 | Орсон Скотт Кард «Гра Ендера» (Orson Scott Card. Ender's Game)                    | - Ґреґ Бір (Greg Bear), Blood Music - Тім Пауерс (Tim Powers), Dinner at Deviant's Palace - Браян Олдіс (Brian Aldiss), Helliconia Winter - Девід Брін «Поштар» (David Brin. The Postman) - Баррі Н. Молзберг (Barry N. Malzberg), The Remaking of Sigmund Freud - Брюс Стерлінг (Bruce Sterling), Schismatrix                                                                              |
| 1987 | Орсон Скотт Кард «Голос тих, кого немає» (Orson Scott Card. Speaker For the Dead) | - Вільям Гібсон, Count Zero - Джин Вулф (Gene Wolfe), Free Live Free - Маргарет Етвуд «Оповідь служниці» (Margaret Atwood. The Handmaid's Tale) - Лі Кеннеді (Leigh Kennedy), The Journal of Nicholas the American - Джеймс Морроу (James Morrow), This is the Way the World Ends |
| 1988 | Пет Мерфі (Pat Murphy) , The Falling Woman                                        | - Ґреґ Бір (Greg Bear), The Forge of God - Джин Вулф (Gene Wolfe), Soldier of the Mist - Дейвід Брін (David Brin), The Uplift War - Аврам Девідсон (Avram Davidson), Vergil in Averno - Джордж Алек Еффінджер (George Alec Effinger), When Gravity Fails |
| 1989 | Лоїс МакМастер Буджолд «В вільному падінні» (Lois McMaster Bujold. Falling Free)  | - Льюїс Шайнер (Lewis Shiner), Deserted Cities of the Heart - Джордж Тернер (George Turner), «Затонулі вежі» Drowning Towers - Грегорі Бенфорд (Gregory Benford), Great Sky River - Вільям Гібсон «Мона Ліза овердрайв» (William Gibson. Mona Lisa Overdrive) - Орсон Скотт Кард (Orson Scott Card), Red Prophet - Джин Вулф «І з'явилося нове сонце» (Gene Wolfe. The Urth of the New Sun) |
| 1990 | Елізабет Скарборо (Elizabeth Ann Scarborough), The Healer's War                   | - Пол Андерсон (Poul Anderson), Boat of a Million Years - Орсон Скотт Кард (Orson Scott Card), Prentice Alvin - Джон Кессел (John Kessel), Good News From Outer Space - Майк Резник (Mike Resnick), Ivory: A Legend of Past and Future - Джейн Йолен (Jane Yolen), Sister Light, Sister Dark                                                                                                |

### 1991—2000
| Рік  | Переможець                                                                                               | Інші номінанти |
| ---- | --- | --- |
| 1991 | Урсула Ле Ґуїн «Техану: Остання книга Земномор'я» (Ursula K. Le Guin. Tehanu: The Last Book of Earthsea) | - Валері Мартін (Valerie Martin), Mary Reilly - Джеймс Морроу (James Morrow), Only Begotten Daughter - Ден Сіммонс «Падіння Гіперіона» (Dan Simmons. The Fall of Hyperion) - Джон Стіт (John E. Stith), Redshift Rendezvous - Джейн Йолен (Jane Yolen), White Jenna |
| 1992 | Майкл Свонвік (Michael Swanwick), Stations of the Tide                                                   | - Джон Барнс (John Barnes), Orbital Resonance - Лоїс Макмастер Буджолд «Барраяр» (Lois McMaster Bujold. Barrayar) - Емма Булл (Emma Bull), Bone Dance - Пет Кедіген (Pat Cadigan), Synners - Брюс Стерлінг і Вільям Гібсон «Машина відмінностей» (Bruce Sterling & William Gibson. The Difference Engine) |
| 1993 | Конні Вілліс «Книга Судного дня» (Connie Willis. Doomsday Book)                                          | - Джон Барнс (John Barnes), A Million Open Doors - Карен Джой Фаулер(Karen Joy Fowler), Sarah Canary - Морін Макг'ю (Maureen F. McHugh), China Mountain Zhang - Вернор Вінжі «Полум'я над безоднею» (Vernor Vinge. A Fire Upon the Deep) - Джейн Йолен (Jane Yolen), Briar Rose |
| 1994 | Кім Стенлі Робінсон «Червоний Марс» (Kim Stanley Robinson. Red Mars)                                     | - Кевін Ендерсон (Kevin J. Anderson) (Doug Beason), Assemblers of Infinity - Альгіс Будріс (Algis Budrys), Hard Landing - Ненсі Кресс «Жебраки в Іспанії» (Nancy Kress. Beggars in Spain) - Джин Вулф (Gene Wolfe), Nightside the Long Sun |
| 1995 | Ґреґ Бір «Рух за Марс» (Greg Bear. Moving Mars)                                                          | - Октавія Батлер «Притча про сіяча» (Octavia E. Butler. Parable of the Sower) - Джонатан Летем «Пістолет з випадковою музикою» (Jonathan Lethem. Gun, with Occasional Music) - Джеймс Морроу «Єгова на буксирі» (James Morrow. Towing Jehovah) - Рейчел Поллак «Тимчасова агенція» (Rachel Pollack. Temporary Agency) - Кім Стенлі Робінсон «Зелений Марс» (Kim Stanley Robinson. Green Mars) - Роджер Желязни «Ніч у самотньому жовтні» (Roger Zelazny. A Night in the Lonesome October) |
| 1996 | Роберт Соєр «Смертельний експеримент» (Robert J. Sawyer. The Terminal Experiment)                        | - Джон Барнс (John Barnes), Mother of Storms - Ненсі Кресс (Nancy Kress), Beggars and Choosers - Пол Парк (Paul Park), Celestis - Волтер Джон Вільямс (Walter Jon Williams), Metropolitan - Джин Вулф (Gene Wolfe), Calde of the Long Sun |
| 1997 | Нікола Гріффіт «Повільна ріка» (Nicola Griffith. Slow River)                                             | - Ніна Кірікі Гоффман «Мовчазна сила каменів» (Nina Kiriki Hoffman. The Silent Strength of Stones) - Патриція Маккілліп «Зимова роза» (Patricia A. McKillip. Winter Rose) - Тім Пауерс «Термін зберігання» (Tim Powers. Expiration Date) - Роберт Соєр «Старплекс» (Robert J. Sawyer. Starplex) - Ніл Стівенсон «Діамантовий вік» (Neal Stephenson. The Diamond Age) |
| 1998 | Вонда Макінтайр «Місяць і Сонце» (Vonda McIntyre. The Moon and the Sun)                                  | - Лоїс МакМастер Буджолд «Пам'ять» (Lois McMaster Bujold. Memory) - Кейт Елліотт «Королівський дракон» (Kate Elliott. King's Dragon) - Джордж Мартін «Гра престолів» (George R. R. Martin. A Game of Thrones) - Джек Макдевіт «Зоряний портал» (Jack McDevitt. Ancient Shores) - Волтер Джон Вільямс «Місто у вогні» (Walter Jon Williams. City on Fire) - Конні Вілліс «Вожак» (Connie Willis. Bellwether)                                                                               |
| 1999 | Джо Голдеман «Нескінченний мир» (Joe Haldeman. Forever Peace)                                            | - Кетрін Азаро «Останній яструб» (Catherine Asaro. The Last Hawk) - Джек Макдевіт «Посадка на Місяць» (Jack McDevitt. Moonfall) - Гаррі Тертлдав «Як мало залишилося» (Harry Turtledove. How Few Remain) - Марта Веллс «Смерть Некроманта» (Martha Wells. Death of the Necromancer) - Конні Вілліс «Не кажучи про пса» (Connie Willis. To Say Nothing of the Dog) |
| 2000 | Октавія Батлер «Притча про таланти» (Octavia Butler. Parable of the Talents)                             | - Кен Маклауд «Підрозділ Кассіні» (Ken MacLeod. The Cassini Division) - Джордж Мартін «Битва Королів» (George R. R. Martin. A Clash of Kings) - Морін Макг'ю «Дитина місії» (Maureen F. McHugh. Mission Child) - Шон Стюарт «Пересмішник» (Sean Stewart. Mockingbird) - Вернор Вінжі «Глибина у небі» (Vernor Vinge. A Deepness in the Sky) |

### 2001—2010
| Рік  | Переможець                                                                                   | Інші номінанти |
| ---- | -------------------------------------------------------------------------------------------- | --- |
| 2001 | Ґреґ Бір «Радіо Дарвіна» (Greg Bear. Darwin's Radio)                                         | - Лоїс Макмастер Буджолд «Громадська кампанія» (Lois McMaster Bujold. A Civil Campaign) - Кетлін Енн Гунан «Рапсодія Напівмісячного міста» (Kathleen Ann Goonan. Crescent City Rhapsody) - Нало Гопкінсон «Опівнічний грабіжник» (Nalo Hopkinson. Midnight Robber) - Джек Макдевіт «Берег нескінченності» (Jack McDevitt. Infinity Beach) - Чарльз де Лінт «Ліси серця» (Charles de Lint. Forests of the Heart)                                                           |
| 2002 | Кетрін Азаро «Квантова роза» (Catherine Asaro. The Quantum Rose)                             | - Джеффрі Карвер «Кінець безвіку» (Jeffrey A. Carver. Eternity's End) - Джеффрі Лендіс «Подорожуючи Марсом» (Geoffrey A. Landis. Mars Crossing) - Джордж Мартін «Буря Мечів» (George R. R. Martin. A Storm of Swords) - Віл Маккарті «Колапс» (Wil McCarthy. The Collapsium) - Патриція Маккілліп «Вежа у Кам'яному лісі» (Patricia A. McKillip. The Tower at Stony Wood) - Тім Паверс «Проголошую» (Tim Powers. Declare) - Конні Вілліс «Пасаж» (Connie Willis. Passage) |
| 2003 | Ніл Ґейман «Американські боги» (Neil Gaiman. American Gods)                                  | - Келлі Ескрідж «Відлюдник» (Kelley Eskridge. Solitaire) - Урсула Ле Ґуїн «Інший вітер» (Lois McMaster Bujold. The Other Wind) - Роберт Мецгер «Пікосвіт» (Robert A. Metzger. Picoverse) - Чайна М'євіль «Станція загублених снів» (China Miéville. Perdido Street Station) - Майкл Свонвік «Кості землі» (Michael Swanwick. Bones of the Earth) |
| 2004 | Елізабет Мун «Швидкість темряви» (Elizabeth Moon. The Speed of Dark)                         | - Лоїс МакМастер Буджолд «Дипломатичний імунітет» (Lois McMaster Bujold. Diplomatic Immunity) - Керол Емшвіллер «Скакун» (Carol Emshwiller. The Mount) - Кетлін Енн Гунан «Тиха музика» (Kathleen Ann Goonan. Light Music) - Нало Гопкінсон «Соляні шляхи» (Nalo Hopkinson. The Salt Roads) - Джек Макдевіт «Чінді» (Jack McDevitt. Chindi) |
| 2005 | Лоїс Макмастер Буджолд «Паладин душ» (Lois McMaster Bujold. Paladin of Souls)                | - Корі Докторов «Вниз і назовні магічного королівства» (Cory Doctorow. Down and Out in the Magic Kingdom) - Джек Макдевіт «Омега» (Jack McDevitt. Omega) - Девід Мітчел «Хмарний атлас» (David Mitchell. Cloud Atlas: A Novel) - Шон Стюарт «Ідеальне коло» (Sean Stewart. Perfect Circle) - Джин Вулф «Лицар» (Gene Wolfe. The Knight) |
| 2006 | Джо Голдеман «Камуфляж» (Joe Haldeman. Camouflage)                                           | - Сюзанна Кларк «Джонатан Стрейндж і містер Норрелл» (Susanna Clarke. Jonathan Strange and Mr Norrell) - Джек Макдевіт «Поларіс» (Jack McDevitt. Polaris) - Террі Пратчетт «Опоштаріння» (Terry Pratchett. Going Postal) - Джефф Райман «Повітря» (Geoff Ryman. Air) - Джон Райт «Сироти Хаосу» (John C. Wright. Orphans of Chaos) |
| 2007 | Джек Макдевіт «Шукач» (Jack McDevitt. Seeker)                                                | - Еллен Кушнер «Привілей меча» (Ellen Kushner. The Privilege of the Sword) - Джеффрі Форд «Дівчина в дзеркалі» (Jeffrey Ford. The Girl in the Glass) - Джо Волтон «Фартінг» (Jo Walton. Farthing) - Річард Боуз «Із досьє часових рейнджерів» (Richard Bowes. From the Files of the Time Rangers) - Віл МакКарті «Розтрощити Місяць» (Wil McCarthy. To Crush the Moon) |
| 2008 | Майкл Шабон «Спілка єврейських поліцейських» (Michael Chabon. The Yiddish Policemen's Union) | - Джек Макдевіт «Одіссея» (Jack McDevitt. Odyssey) - Джо Голдеман «Випадкова машина часу» (Joe Haldeman. The Accidental Time Machine) - Нало Гопкінсон «Руки нового Місяця» (Nalo Hopkinson. The New Moon's Arms) - Тобіас Бакелл «Рагамаффін» (Tobias Buckell. Ragamuffin) |
| 2009 | Урсула Ле Ґуїн «Сили» (Ursula K. Le Guin. Powers)                                            | - Корі Докторов «Молодший брат» (Cory Doctorow. Little Brother) - Джек Макдевіт «Казан» (Jack McDevitt. Cauldron) - Єн Макдональд «Брасілія» (Ian McDonald. Brasyl) - Террі Пратчетт «Роблячи гроші» (Terry Pratchett. Making Money) - Девід Шварц «Супердержави» (David J. Schwartz. Superpowers) |
| 2010 | Паоло Бачигалупі «Заведена дівчина» (Paolo Bacigalupi. The Windup Girl)                      | - Крістофер Берзак «Коханням ми ділилися без розуміння» (Christopher Barzak. The Love We Share Without Knowing) - Лора Енн Джилмен «Плоть і вогонь» (Laura Anne Gilman. Flesh and Fire) - Чайна М'євіль «Місто і місто» (China Miéville. The City & the City) - Шері Пріст «Чортопхайка» (Cherie Priest. Boneshaker) - Джеф Вандермеєр «Фінч» (Jeff VanderMeer. Finch) |

### 2011—2019
| Рік  | Переможець                                                                                   | Інші номінанти |
| ---- | -------------------------------------------------------------------------------------------- | --- |
| 2011 | Конні Вілліс «Світломаскування/Відбій тривоги» (Connie Willis. Blackout/All Clear)           | - М. К. Гобсон «Рідна зірка» (M. K. Hobson, The Native Star) - Н. К. Джемісін «Сто тисяч королівств» (N. K. Jemisin. The Hundred Thousand Kingdoms) - Мері Робінетт Коваль «Відтінки молока і меду» (Mary Robinette Kowal. Shades of Milk and Honey) - Джек Макдевіт «Відлуння» (Jack McDevitt. Echo) - Ннеді Окорафор «Хто боїться смерті» (Nnedi Okorafor. Who Fears Death) |
| 2012 | Джо Волтон «Серед інших» (Jo Walton. Among Others)                                           | - Чайна М'євіль «Посольськ» (China Miéville. Embassytown) - Джек Макдевіт «Вогнептах» (Jack McDevitt. Firebird) - Камерон Гарлі «Війна Бога» (Kameron Hurley. God's War) - Женев'єв Валентайн «Механіка: Історія про цирк Тресолті» (Genevieve Valentine. Mechanique: a Tale of the Circus Tresaulti) - Н. К. Джемісін «Королівство богів» (N. K. Jemisin. The Kingdom of Gods) |
| 2013 | Кім Стенлі Робінсон «2312» (Kim Stanley Robinson. 2312)                                      | - Саладін Ахмед «Престол Півмісяця» (Saladin Ahmed. Throne of the Crescent Moon) - Тіна Конноллі «Залізношкірий» (Tina Connolly . Ironskin) - Н. К. Джемісін «Вбивчий Місяць» (N. K. Jemisin. The Killing Moon) - Кейтлін Кірнан «Утоплениця» (Caitlín R. Kiernan. The Drowning Girl) - Мері Робінетт Коваль «Чари у склянці» (Mary Robinette Kowal. Glamour in Glass) |
| 2014 | Енн Лекі «Служники правосуддя» (Ann Leckie. Ancillary Justice)                               | - Карен Джой Фаулер «Ми усі зовсім з'їхали з глузду» (Karen Joy Fowler. We Are All Completely Beside Ourselves) - Ніл Ґейман «Океан у кінці шляху» (Neil Gaiman. The Ocean at the End of the Lane) - Чарльз Ґеннон «Вогонь з вогнем» (Charles E. Gannon. Fire with Fire) - Нікола Гріффіт «Гільда» (Nicola Griffith. Hild) - Лінда Наґата «Червоний: Перший промінь» (Linda Nagata. The Red: First Light) - Софія Саматар «Незнайомець у Олондрії» (Sofia Samatar. A Stranger in Olondria) - Гелен Векер «Голем та Джінні» (Helene Wecker. The Golem and the Jinni) |
| 2015 | Джефф Вандермеєр «Анігіляція» (Jeff VanderMeer. Annihilation)                                | - Кетрін Еддісон «Імператор гоблінів» (Katherine Addison. The Goblin Emperor) - Чарльз Ґеннон «Випробування вогнем» (Charles E. Gannon. Trial by Fire) - Енн Лекі «Служники меча» (Ann Leckie. Ancillary Justice) - Лю Цисінь «Проблема трьох тіл», у перекладі Кена Лю (Cixin Liu. The Three-Body Problem; translated by Ken Liu) - Джек Макдевіт «Шляхом додому» (Jack McDevitt. Coming Home) |
| 2016 | Наомі Новік «Ті, що не мають коріння» (Naomi Novik, «Uprooted»)                              | - Енн Лекі «[[]]» (Ann Leckie, «Ancillary Mercy») - Лоуренс М.Шоен «[[]]» (Lawrence M. Schoen, «Barsk: The Elephants' Graveyard») - Нора К. Джемісін «П'ята пора» (N. K. Jemisin, «The Fifth Season») - Кен Лю «[[]]» (Ken Liu, «The Grace of Kings») - Чарльз Ґеннон «[[]]» (Charles E. Gannon, «Raising Caine») - Френ Вайлд «[[]]» (Fran Wilde, «Updraft») |
| 2017 | Чарлі Джейн Андерс «[[]]» (Charlie Jane Anders, «All the Birds in the Sky»)                  | - Мішель Бейкер «[[]]» (Mishell Baker, «Borderline») - Нора К. Джемісін «[[]]» (N. K. Jemisin, «The Obelisk Gate») - [[]] «[[]]» (Yoon Ha Lee, «Ninefox Gambit») - [[]] «[[]]» (Nisi Shawl, «Everfair») |
| 2018 | Нора К. Джемісін «Кам'яне небо» (N. K. Jemisin, «The Stone Sky»)                             | - Лара Елена Доннеллі «[[]]» (Lara Elena Donnelly, «Amberlough») - Теодора Госс «[[]]» (Theodora Goss, «»The Strange Case of the Alchemist's Daughter) - Деріл Грегорі «[[]]» (Daryl Gregory, «Spoonbenders») - Мур Лафферті «[[]]» (Mur Lafferty, «Six Wakes») - Фонда Лі «[[]]» (Fonda Lee, «Jade City») - [[]] «[[]]» (Annalee Newitz, «Autonomous») |
| 2019 | Мері Робінетт Коваль «The Calculating Stars» (Mary Robinette Kowal, «The Calculating Stars») | - Сем Дж. Міллер «[[]]» (Sam J. Miller, «Blackfish City») - Ребекка Кван «Макова війна» (Rebecca F. Kuang, «The Poppy War») - Наомі Новік «[[]]» (Naomi Novik, «Spinning Silver») - Ребекка Роанхорс «[[]]» (Rebecca Roanhorse, «Trail of Lightning») - Ч. Л. Полк «[[]]» (C. L. Polk, «Witchmark») |
| 2020 | Сара Пінскер «Пісня для нового дня» (Sarah Pinsker, «A Song for a New Day»)                  | - Чарльз Е. Ґаннон «Каїнова печать» (Charles E. Gannon «Marque of Caine») - Алікс Гарроу «Десять тисяч дверей січня» (Alix E. Harrow «The Ten Thousand Doors of January») - Аркадій Мартін «Пам'ять імперії» (Arkady Martine «A Memory Called Empire») - Сильвія Морено-Ґарсія «Боги нефриту та снігу» (Silvia Moreno-Garcia «Gods of Jade and Shadow») - Тамсин Муїр «Гідеон дев'ятий» (Tamsyn Muir «Gideon the Ninth») |

## Премія «Неб'юла» в інших номінаціях
- Премія Неб'юла за найкращу повість
- Премія Неб'юла за найкращу коротку повість
- Премія Неб'юла за найкраще оповідання
- Премія Неб'юла за найкращий сценарій